# Campeonato Mundial de Lucha de 2018
El LXIX Campeonato Mundial de Lucha se celebró en Budapest (Hungría) entre el 20 y el 28 de octubre de 2018 bajo la organización de United World Wrestling (UWW) y la Federación Húngara de Lucha.
Las competiciones se realizaron en la Arena Deportiva László Papp de la capital húngara.

## Calendario
| C | Clasificación | F | Finales |

| Octubre de 2018 | Ju 25 | Vi 26 | Sá 27 | Do 28 |
| --------------- | ----- | ----- | ----- | ----- |
| 55 kg           | C     | F     |       |       |
| 60 kg           |       | C     | F     |       |
| 63 kg           | C     | F     |       |       |
| 67 kg           |       | C     | F     |       |
| 72 kg           | C     | F     |       |       |
| 77 kg           |       |       | C     | F     |
| 82 kg           | C     | F     |       |       |
| 87 kg           |       | C     | F     |       |
| 97 kg           |       |       | C     | F     |
| 130 kg          |       |       | C     | F     |

| Octubre de 2018 | Sá 20 | Do 21 | Lu 22 | Ma 23 |
| --------------- | ----- | ----- | ----- | ----- |
| 57 kg           |       | C     | F     |       |
| 61 kg           | C     | F     |       |       |
| 65 kg           |       | C     | F     |       |
| 70 kg           |       |       | C     | F     |
| 74 kg           | C     | F     |       |       |
| 79 kg           |       | C     | F     |       |
| 86 kg           | C     | F     |       |       |
| 92 kg           |       | C     | F     |       |
| 97 kg           |       |       | C     | F     |
| 125 kg          | C     | F     |       |       |

| Octubre de 2018 | Lu 22 | Ma 23 | Mi 24 | Ju 25 |
| --------------- | ----- | ----- | ----- | ----- |
| 50 kg           |       |       | C     | F     |
| 53 kg           |       |       | C     | F     |
| 55 kg           | C     | F     |       |       |
| 57 kg           |       |       | C     | F     |
| 59 kg           | C     | F     |       |       |
| 62 kg           |       |       | C     | F     |
| 65 kg           |       | C     | F     |       |
| 68 kg           |       | C     | F     |       |
| 72 kg           |       | C     | F     |       |
| 76 kg           |       | C     | F     |       |

´

## Medallistas

### Lucha grecorromana masculina
| Evento         | Oro                        | Plata                               | Bronce                                                         |
| -------------- | -------------------------- | ----------------------------------- | -------------------------------------------------------------- |
| 55 kg (26.10)  | Eldəniz Əzizli Azerbaiyán  | Zholaman Sharshenbekov · Kirguistán | Ekrem Öztürk Turquía Nugzar Tsurtsumia Georgia                 |
| 60 kg (27.10)  | Serguei Yemelin · Rusia    | Victor Ciobanu Moldavia             | Walihan Sailike · China · Aidos Sultangali · Kazajistán        |
| 63 kg (26.10)  | Stepan Marianian · Rusia   | Elmurat Tasmuradov Uzbekistán       | Lenur Temirov · Ucrania · Rahman Bilici · Turquía              |
| 67 kg (27.10)  | Artiom Surkov · Rusia      | Davor Štefanek Serbia               | Meirzhan Shermajanbet · Kazajistán · Gevorg Sahakyan · Polonia |
| 72 kg (26.10)  | Frank Stäbler · Alemania   | Bálint Korpási · Hungría            | Aik Mnatsakanian Bulgaria Rəsul Çunayev Azerbaiyán             |
| 77 kg (28.10)  | Alexandr Chejirkin · Rusia | Tamás Lőrincz · Hungría             | Kim Hyeon-Woo Corea del Sur Viktor Nemeš Serbia                |
| 82 kg (26.10)  | Péter Bácsi · Hungría      | Emrah Kuş Turquía                   | Maxim Manukian · Armenia · Viktar Sasunouski · Bielorrusia     |
| 87 kg (27.10)  | Metehan Başar Turquía      | Zhan Beleniuk · Ucrania             | Artur Shahinian Armenia Robert Kobliashvili Georgia            |
| 97 kg (28.10)  | Musa Yevloyev · Rusia      | Kiril Milov Bulgaria                | Mihail Kadžaja Serbia Mahdi Aliyari Irán                       |
| 130 kg (28.10) | Serguei Semionov · Rusia   | Adam Coon Estados Unidos            | Óscar Pino Hinds · Cuba · Kim Min-Seok · Corea del Sur         |

### Lucha libre masculina
| Evento         | Oro                                | Plata                         | Bronce                                                           |
| -------------- | ---------------------------------- | ----------------------------- | ---------------------------------------------------------------- |
| 57 kg (22.10)  | Zaur Uguyev · Rusia                | Nurislam Sanayev · Kazajistán | Yuki Takahashi Japón Süleyman Atlı Turquía                       |
| 61 kg (21.10)  | Yowlys Bonne · Cuba                | Gadzhimurad Rashidov · Rusia  | Tümenbileguiin Tüvshintulga Mongolia Joseph Colon Estados Unidos |
| 65 kg (22.10)  | Takuto Otoguro Japón               | Bajrang Bajrang India         | Ajmed Chakayev · Rusia · Alejandro Valdés Tobier · Cuba          |
| 70 kg (23.10)  | Magomedrasul Gazimagomedov · Rusia | Adam Batirov Baréin           | Franklin Maren Castillo · Cuba · Zurab Iakobishvili · Georgia    |
| 74 kg (21.10)  | Zaurbek Sidakov · Rusia            | Avtandil Kenchadze Georgia    | Bekzod Abdurahmonov Uzbekistán Jordan Burroughs Estados Unidos   |
| 79 kg (22.10)  | Kyle Dake Estados Unidos           | Cəbrayıl Həsənov Azerbaiyán   | Ajmed Gadzhimagomedov · Rusia · Ali Shabanau · Bielorrusia       |
| 86 kg (21.10)  | David Taylor Estados Unidos        | Fatih Erdin Turquía           | Hasan Yazdani · Irán · Taimuraz Friev · España                   |
| 92 kg (22.10)  | J'den Cox Estados Unidos           | Ivan Yankouski · Bielorrusia  | Atsushi Matsumoto Japón Alireza Karimi Irán                      |
| 97 kg (23.10)  | Abdulrashid Sadulayev · Rusia      | Kyle Snyder Estados Unidos    | Abraham Conyedo · Italia · Elizbar Odikadze · Georgia            |
| 125 kg (21.10) | Gueno Petriashvili Georgia         | Deng Zhiwei China             | Nicholas Gwiazdowski Estados Unidos Parviz Hadi Irán             |

### Lucha libre femenina
| Evento        | Oro                         | Plata                            | Bronce                                                           |
| ------------- | --------------------------- | -------------------------------- | ---------------------------------------------------------------- |
| 50 kg (25.10) | Yui Susaki Japón            | Mariya Stadnik Azerbaiyán        | Oxana Livach · Ucrania · Sun Yanan · China                       |
| 53 kg (25.10) | Haruna Okuno Japón          | Sarah Hildebrandt Estados Unidos | Diana Weicker · Canadá · Pang Qianyu · China                     |
| 55 kg (23.10) | Mayu Mukaida Japón          | Zalina Sidakova · Bielorrusia    | Lianna Montero Herrera · Cuba · Jong Myong-Suk · Corea del Norte |
| 57 kg (25.10) | Rong Ningning China         | Biliana Dudova Bulgaria          | Emese Barka · Hungría · Pooja Dhanda · India                     |
| 59 kg (23.10) | Risako Kawai Japón          | Elif Jale Yeşilırmak Turquía     | Pei Xingru China Baatardzhavyn Shoovdor Mongolia                 |
| 62 kg (25.10) | Taibe Yusein Bulgaria       | Yukako Kawai Japón               | Yuliya Tkach · Ucrania · Mallory Velte · Estados Unidos          |
| 65 kg (24.10) | Petra Olli · Finlandia      | Danielle Lappage · Canadá        | Ayana Gempei Japón İrina Netreba Azerbaiyán                      |
| 68 kg (24.10) | Ala Cherkasova · Ucrania    | Koumba Larroque Francia          | Zhou Feng China Tamyra Mensah Estados Unidos                     |
| 72 kg (24.10) | Justina Di Stasio · Canadá  | Ochirbatyn Nasanburmaa Mongolia  | Martina Kuenz · Austria · Buse Tosun · Turquía                   |
| 76 kg (24.10) | Adeline Gray Estados Unidos | Yasemin Adar Turquía             | Hiroe Suzuki · Japón · Erica Wiebe · Canadá                      |

## Medallero
| Núm. | País            | Oro | Plata | Bronce | Total |
| ---- | --------------- | --- | ----- | ------ | ----- |
| 1    | Rusia           | 10  | 1     | 2      | 13    |
| 2    | Japón           | 5   | 1     | 4      | 10    |
| 3    | Estados Unidos  | 4   | 3     | 5      | 12    |
| 4    | Turquía         | 1   | 4     | 4      | 9     |
| 5    | Azerbaiyán      | 1   | 2     | 2      | 5     |
| 6    | Bulgaria        | 1   | 2     | 1      | 4     |
| 6    | Hungría         | 1   | 2     | 1      | 4     |
| 8    | China           | 1   | 1     | 5      | 7     |
| 9    | Georgia         | 1   | 1     | 4      | 6     |
| 10   | Ucrania         | 1   | 1     | 3      | 5     |
| 11   | Canadá          | 1   | 1     | 2      | 4     |
| 12   | Cuba            | 1   | 0     | 4      | 5     |
| 13   | Alemania        | 1   | 0     | 0      | 1     |
| 13   | Finlandia       | 1   | 0     | 0      | 1     |
| 15   | Bielorrusia     | 0   | 2     | 2      | 4     |
| 16   | Kazajistán      | 0   | 1     | 2      | 3     |
| 16   | Mongolia        | 0   | 1     | 2      | 3     |
| 16   | Serbia          | 0   | 1     | 2      | 3     |
| 19   | India           | 0   | 1     | 1      | 2     |
| 19   | Uzbekistán      | 0   | 1     | 1      | 2     |
| 21   | Baréin          | 0   | 1     | 0      | 1     |
| 21   | Francia         | 0   | 1     | 0      | 1     |
| 21   | Kirguistán      | 0   | 1     | 0      | 1     |
| 21   | Moldavia        | 0   | 1     | 0      | 1     |
| 25   | Irán            | 0   | 0     | 4      | 4     |
| 26   | Armenia         | 0   | 0     | 2      | 2     |
| 26   | Corea del Sur   | 0   | 0     | 2      | 2     |
| 28   | Austria         | 0   | 0     | 1      | 1     |
| 28   | Corea del Norte | 0   | 0     | 1      | 1     |
| 28   | España          | 0   | 0     | 1      | 1     |
| 28   | Italia          | 0   | 0     | 1      | 1     |
| 28   | Polonia         | 0   | 0     | 1      | 1     |
|      | TOTAL           | 30  | 30    | 60     | 120   |